# Jupoata garbei
Jupoata garbei är en skalbaggsart som först beskrevs av Julius Melzer 1922.  Jupoata garbei ingår i släktet Jupoata och familjen långhorningar. Inga underarter finns listade i Catalogue of Life.